# 従妹ベット (1998年の映画)

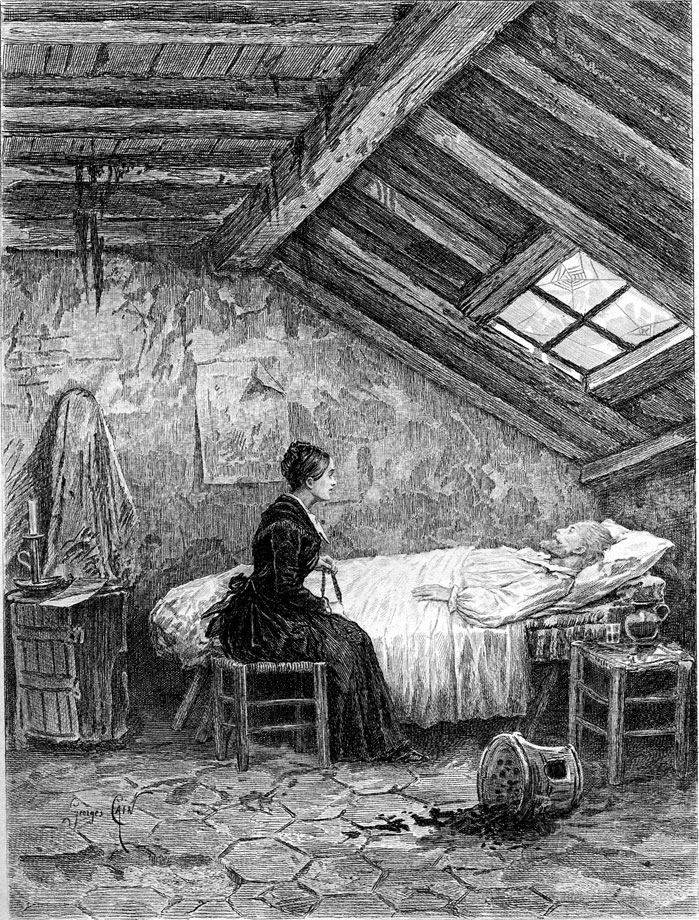
初版『従妹ベット』の題名ページ

『従妹ベット』（原題: La Cousine Bette ）は、1998年公開のイギリスとアメリカ合衆国の合作映画である。
原作はオノレ・ド・バルザックの同名小説。原作と違いヴァレリー・マルネフが登場しない。
アメリカでは1998年4月12日、日本では1998年10月31日公開された。ビデオ化の際、「復讐の甘い罠」というサブタイトルがついた。

## あらすじ
パリ、1846年。バーレスクの衣装係であるベットは名門ヒューロット家の一員でありながらも、陰気な性格故笑いものにされていた。また、ヒューロット家の財政状況はは当主ヘクターの乱費により悪化の一途を辿っていた。ヘクターの妻で、ベットの従姉であるアドリーヌが死に、ベットは後妻の座につけると期待したが、ヘクターが望んだのは召使いとしてのベットだった。ベットはその申し出を断り、下町での生活に戻る。ベットはアパートで自殺を図る彫刻家の男ウェンセスラスを見つけ、助け出す。ベットは見返りとして彼に恋人になってもらうことに成功し、有頂天になったベットはホルテンスに恋人のことを話す。ホルテンスはベットに内緒でウェンセスラスの店を訪れて騎馬像を購入し、ヘクターは彼に伯父の彫像の制作を依頼する。ホルテンスはその若さと美貌でウェンセスラスを篭絡し、間もなく二人は結ばれる。ホルテンスに裏切られ、激しい怒りを覚えたベットは復讐を誓う。
ベットはヘクターの息子でしっかり者のビクトリンの相談に乗り金貸しを紹介してやるが、利息があまりにも高かったため、メイドらを解雇せざるを得なくなる。また、ウェンセスラスはまともに彫像を掘らなかったため作品は未完成のまま発表され、批評家からは酷評され、もともとあった借金に加え陸軍省の委託金の返済まで要求される。信用を失ったウェンセスラスに、ベットは金貸しだとして、ヘクターの愛人であるジェニーを紹介し彼女にウェンセスラスを誘惑してもらう。彫像の件ですっかり気を落としたホルテンスは、クレヴェルに金を貸してもらうよう懇願し、友人の娘の頼みは断れないと彼は銀行に金を持っていこうとする。そこにベットが現れ、ウェンセスラスが借金話に激怒しているので、代わりに金を持っていくという。クレヴェルはその話を信じて、ベットに金を渡してしまう。
ベットの計画は着々と進んでいくが、ここで予想外の出来事が起こる。ジェニーがウェンセスラスを本当に愛してしまった。だがベットはこれを逆手に取り、ジェニーがウェンセスラス宛に書いたラブレターを偽造し、これをヘクターとホルテンスに読ませてやる。ホルテンスは急ぎ足で着替えに行き、ヘクターは深刻そうな顔でやってきたビクトリンの話など聞こうともせず、ジェニーに会いに行く。ヘクターの放蕩の後始末が手に負えなくなったビクトリンはメイドらを連れて逃げ出す。ジェニーに会いに行ったヘクターは彼女がウェンセスラスと愛し合っているところを目撃し、ショックで気絶。なんとか一命をとりとめたものの彼は下半身不随の廃人と化してしまう。クレヴェルが貸すといった金がなかなか手に入らないホルテンスは彼からベットの話を聞き、彼女はベットに問い詰める。ベットは、金はウェンセスラスが持って行ったと話す。頭に来たホルテンスはジェニーを殺そうと拳銃を持ち出すが、誤ってウェンセスラスを殺してしまい、彼女は投獄される。
月日は流れ1848年。フランス革命のさなか、ベットは男爵邸でホルテンスとウェンセスラスの間に生まれた赤ん坊をあやすのだった。

## キャスト
※括弧内は日本語吹替
- 従妹ベット - ジェシカ・ラング（竹口安芸子）
- ジェニー・カディーン - エリザベス・シュー（服部幸子）
- クレヴェル市長 - ボブ・ホスキンス（村松康雄）
- ヘクター・ヒューロット男爵 - ヒュー・ロウリー（大木民夫）
- ウェンセスラス・スタインボック伯爵 - エイデン・ヤング（宮本充）
- ホルテンス・ヒューロット - ケリー・マクドナルド（小島幸子）
- アドリーヌ・ヒューロット - ジェラルディン・チャップリン
- ビクトリン・ヒューロット - トビー・スティーブンス（小森創介）

## 評価
Rotten Tomatoesでは22件のレビューに基づいて41％の評価。『ニューヨーク・タイムズ』のスティーブン・ホールデンは、ジェシカ・ラングの演技について「急いでいて、詰め込み過ぎできめ細やかでない」と評している。